# Glory Alozie
Gloria Alozie, född 30 december 1977 i Nigeria, är en spansk friidrottare som tävlar i häcklöpning.
Alozie som är född i Nigeria slog igenom vid junior-VM 1996 då hon blev tvåa på 100 meter häck. Såväl 1996 som 1998 blev hon afrikansk mästare på den korta häcken. Hennes första världsmästerskap blev VM inomhus 1999 då hon slutade tvåa på 60 meter häck. Vid VM i Sevilla blev hon även då silvermedaljör. Samma placeringen blev det vid OS 2000 i Sydney då efter Ludmila Engquist. 
2001 bytte Alozie medborgarskap till spansk och missade därför VM 2001. Vid EM i München 2002 vann Alozie sitt första Europamästerskap. Hon blev även silvermedaljör vid inomhus-VM 2003 och vid VM 2005 slutade Alozie precis utanför pallen på en fjärde plats samma placering blev det vid EM 2006 i Göteborg. Däremot blev hon för tredje gången silvermedaljör på 60 meter häck vid inomhus-VM i Moskva 2006.

## Personliga rekord
- 60 meter häck - 7,82
- 100 meter - 10,90
- 100 meter häck -12,44